# Mantiabdjoaga-Peulh
Ne doit pas être confondu avec Mantiabdjoaga-Gourmantché.
Mantiabdjoaga-Peulh est une commune rurale située dans le département de Matiacoali de la province du Gourma dans la région de l'Est au Burkina Faso.

## Santé et éducation
Le centre de soins le plus proche de Mantiabdjoaga-Peulh est le centre de santé et de promotion sociale (CSPS) de Matiacoali.